# Coupe du monde de beach soccer 2024
Navigation
2021 2025
La Coupe du monde de beach soccer 2024 est la vingt-deuxième édition de la Coupe du monde de beach soccer. Elle se déroule à Dubaï, aux Émirats arabes unis. Initialement prévue du 16 au 26 novembre 2023, elle subit un report de trois mois, se tenant désormais du 15 au 25 février 2024.
Le tenant du titre est l’Union russe de football.

## Organisation

### Sélection de l'hôte
Le calendrier des candidatures est le suivant : 
- 6 octobre 2021 : ouverture de la procédure de candidature par la FIFA
- 29 octobre 2021 : date limite de déclarations d'intérêt des associations nationales auprès de la FIFA.
- 1er novembre 2021 : envoi par la FIFA des documents détaillant la campagne et les conditions de participation pour analyse par les associations.
- 26 novembre 2021 : date limite pour accepter les termes des documents et soumettre une candidature officielle.
- 30 janvier 2022 : date limite pour préparer et soumettre le dossier complet de candidature à la FIFA.
- 31 mars 2022 : annonce du pays hôte par la FIFA.

Le 8 décembre 2021, la FIFA annonce que cinq associations ont soumis leur candidature :
- Bahreïn
- Colombie
- Seychelles
- Thaïlande
- Émirats arabes unis

Le 14 février 2022, la FIFA a annoncé que trois des cinq associations avaient soumis des offres jusqu’à la phase finale du processus : la Colombie  et la Thaïlande se retirant.

La confirmation de l’attribution des droits d’accueil devait être annoncée lors de la réunion du Conseil de la FIFA à Doha, au Qatar,  le 31 mars 2022.
 Cependant, aucune annonce n’a été faite ; il devait alors être attribué lors de sa réunion à Auckland, en Nouvelle-Zélande, le 22 octobre 2022, mais il a été annoncé lors de la réunion que la décision avait été reportée à une réunion ultérieure du Conseil.

Le 16 décembre 2022, les Émirats arabes unis ont obtenu les droits d’organisation du tournoi 2023, tandis que l’édition 2025 est attribuée aux Seychelles.

### Lieu de la compétition
| Plage         | Dubai Design District |
| ------------- | --------------------- |
|               | \| Dubaï (ville) \|   |
| Capacité      | 3000 places           |
| Dubaï (ville) |                       |

### Qualifications
|  | Confédération                                   | Compétition                                                           | Équipe              | Phase finale | Dernière participation | Meilleure performance        | Coupe du monde de 2021 |
|  | ----------------------------------------------- | --------------------------------------------------------------------- | ------------------- | ------------ | ---------------------- | ---------------------------- | ---------------------- |
|  | AFC Asie                                        | Pays organisateur                                                     | Émirats arabes unis | 8e           | 2021                   | Phase de groupes (..., 2021) | Phase de groupes       |
|  | AFC Asie                                        | Championnat d'Asie de beach soccer 2023 (en)                          | Iran                | 8e           | 2017                   | 3e place (2017)              | -                      |
|  | AFC Asie                                        | Championnat d'Asie de beach soccer 2023 (en)                          | Japon               | 12e          | 2021                   | Finaliste (2021)             | Finaliste              |
|  | AFC Asie                                        | Championnat d'Asie de beach soccer 2023 (en)                          | Oman                | 5e           | 2021                   | Phase de groupes (..., 2021) | Phase de groupes       |
|  | CAF Afrique                                     | Coupe d'Afrique des nations de beach soccer 2022                      | Sénégal             | 9e           | 2021                   | 4e place (2021)              | 4e place               |
|  | CAF Afrique                                     | Coupe d'Afrique des nations de beach soccer 2022                      | Égypte              | 1re          | -                      | Première apparition          | -                      |
|  | CONCACAF Amérique du Nord, centrale et Caraïbes | Championnat de beach soccer de la CONCACAF 2023 (en)                  | États-Unis          | 7e           | 2021                   | Phase de groupes (..., 2021) | Phase de groupes       |
|  | CONCACAF Amérique du Nord, centrale et Caraïbes | Championnat de beach soccer de la CONCACAF 2023 (en)                  | Mexique             | 7e           | 2019                   | Finaliste (2007)             | -                      |
|  | CONMEBOL Amérique du Sud                        | Copa América de beach soccer 2023 (en)                                | Brésil              | 12e          | 2021                   | Vainqueur (..., 2017)        | Quart de finale        |
|  | CONMEBOL Amérique du Sud                        | Copa América de beach soccer 2023 (en)                                | Argentine           | 9e           | 2015                   | Quart de finale (..., 2013)  | -                      |
|  | CONMEBOL Amérique du Sud                        | Copa América de beach soccer 2023 (en)                                | Colombie            | 1re          | -                      | Première apparition          | -                      |
|  | OFC Océanie                                     | Championnat d'Océanie de beach soccer 2023 (en)                       | Tahiti              | 7e           | 2021                   | Finaliste (..., 2017)        | Quart de finale        |
|  | UEFA Europe                                     | Éliminatoires de la Coupe du monde de beach soccer 2023 : zone Europe | Biélorussie         | 3e           | 2021                   | Phase de groupes (..., 2021) | Phase de groupes       |
|  | UEFA Europe                                     | Éliminatoires de la Coupe du monde de beach soccer 2023 : zone Europe | Portugal            | 11e          | 2021                   | Vainqueur (..., 2019)        | Phase de groupes       |
|  | UEFA Europe                                     | Éliminatoires de la Coupe du monde de beach soccer 2023 : zone Europe | Italie              | 9e           | 2019                   | Finaliste (..., 2019)        | -                      |
|  | UEFA Europe                                     | Éliminatoires de la Coupe du monde de beach soccer 2023 : zone Europe | Ukraine . Espagne   | 9e           | 2021                   | Finaliste (2013)             | Quart de finale        |

Notes:
1. ↑  L'Ukraine était initialement qualifiée. Cependant en raison de la présence de la Biélorussie, L'équipe nationale Ukrainienne décide de se retirer de la compétition. 
 Elle est remplacée par l'équipe d'Espagne qui a terminé statistiquement à la cinquième place dans les qualifications de l'UEFA. 
 (en) « L'Ukraine ne participera pas à la coupe du monde », 27 septembre 2023

## Compétition

### Règlement
- 16 équipes réparties dans 4 groupes composés chacun de 4 équipes se disputeront les deux premières places qualificatives pour les quarts de finale.

- La rencontre se déroule en 3 périodes de 12 minutes chacune.

- Une victoire dans le temps réglementaire vaut trois points, une victoire en prolongation vaut deux points, une victoire aux tirs au but vaut un point et toute défaite vaut zéro point. En cas de résultat nul à l'issue du temps réglementaire, les deux équipes prennent part à une prolongation de 3 minutes, puis si elles ne se sont toujours pas départagées à une séance de tirs au but.

- Un carton rouge est synonyme d'exclusion pendant 2 minutes, puis de non-participation pour match suivant.

- Les critères suivants départagent les équipes en cas d'égalité de points :

1. la différence de buts dans tous les matches du groupe ;
2. le plus grand nombre de buts marqués dans tous les matches du groupe ;
3. le plus grand nombre de points obtenus dans les matches de groupe entre les équipes à égalité ;
4. la différence de buts particulière dans les matches de groupe entre les équipes à égalité ;
5. le plus grand nombre de buts marqués dans les matches de groupe entre les équipes à égalité ;
6. le plus grand nombre de points fair-play dans tous les matches de groupe ;
7. tirage au sort par la commission d’organisation de la FIFA.

### Tirage au sort
Le tirage au sort pour répartir les 16 équipes en quatre groupes de quatre a eu lieu le 6 octobre 2023 à la Mohammed Bin Rashid Library de Dubaï. Le tirage au sort a été réalisé par Saad Bakhit Mubarak et Christian Karembeu.
| Chapeau 1                                         | Chapeau 2                            | Chapeau 3                                   | Chapeau 4                                 |
| ------------------------------------------------- | ------------------------------------ | ------------------------------------------- | ----------------------------------------- |
| - Émirats arabes unis H - Brésil - Tahiti - Japon | - Italie - Sénégal - Portugal - Iran | - Espagne - Oman - États-Unis - Biélorussie | - Argentine - Mexique - Colombie - Égypte |

### Phase de groupes

#### Groupe A
| Rang | Équipe              | Pts | J | G | Gp | Gt | P | Bp | Bc | Diff |
| ---- | ------------------- | --- | - | - | -- | -- | - | -- | -- | ---- |
| 1    | Italie              | 6   | 3 | 2 | 0  | 0  | 1 | 9  | 3  | +6   |
| 2    | Émirats arabes unis | 6   | 3 | 1 | 1  | 1  | 0 | 5  | 3  | +2   |
| 3    | Égypte              | 2   | 3 | 0 | 1  | 0  | 2 | 8  | 12 | -4   |
| 4    | États-Unis          | 0   | 3 | 0 | 0  | 0  | 3 | 7  | 11 | -4   |

| Date       | Équipe 1            | Résultat       | Équipe 2            |
| ---------- | ------------------- | -------------- | ------------------- |
| 15 février | États-Unis          | 1 - 3          | Italie              |
| 15 février | Émirats arabes unis | 2 - 1          | Égypte              |
| 17 février | Italie              | 6 - 2          | Égypte              |
| 17 février | Émirats arabes unis | 3 - 2 ap       | États-Unis          |
| 19 février | Égypte              | 5 - 4 ap       | États-Unis          |
| 19 février | Italie              | 0 - 0 1 - 3tab | Émirats arabes unis |

#### Groupe B
| Rang | Équipe    | Pts | J | G | Gp | Gt | P | Bp | Bc | Diff |
| ---- | --------- | --- | - | - | -- | -- | - | -- | -- | ---- |
| 1    | Iran      | 7   | 3 | 2 | 0  | 1  | 0 | 17 | 12 | +5   |
| 2    | Tahiti    | 6   | 3 | 2 | 0  | 0  | 1 | 12 | 11 | +1   |
| 3    | Argentine | 3   | 3 | 1 | 0  | 0  | 2 | 11 | 14 | -3   |
| 4    | Espagne   | 0   | 3 | 0 | 0  | 0  | 3 | 13 | 16 | -3   |

| Date       | Équipe 1  | Résultat        | Équipe 2  |
| ---------- | --------- | --------------- | --------- |
| 15 février | Tahiti    | 4 - 3           | Argentine |
| 15 février | Espagne   | 6 - 6 1 - 3 tab | Iran      |
| 17 février | Espagne   | 3 - 5           | Tahiti    |
| 17 février | Argentine | 3 - 6           | Iran      |
| 19 février | Argentine | 5 - 4           | Espagne   |
| 19 février | Iran      | 5 - 3           | Tahiti    |

#### Groupe C
| Rang | Équipe      | Pts | J | G | Gp | Gt | P | Bp | Bc | Diff |
| ---- | ----------- | --- | - | - | -- | -- | - | -- | -- | ---- |
| 1    | Biélorussie | 9   | 3 | 3 | 0  | 0  | 0 | 13 | 6  | +7   |
| 2    | Japon       | 6   | 3 | 2 | 0  | 0  | 1 | 10 | 9  | +1   |
| 3    | Sénégal     | 3   | 3 | 1 | 0  | 0  | 2 | 13 | 15 | -2   |
| 4    | Colombie    | 0   | 3 | 0 | 0  | 0  | 3 | 6  | 12 | -6   |

| Date       | Équipe 1    | Résultat | Équipe 2    |
| ---------- | ----------- | -------- | ----------- |
| 16 février | Colombie    | 2 - 3    | Japon       |
| 16 février | Sénégal     | 4 - 6    | Biélorussie |
| 18 février | Japon       | 1 - 3    | Biélorussie |
| 18 février | Sénégal     | 5 - 3    | Colombie    |
| 20 février | Biélorussie | 4 - 1    | Colombie    |
| 20 février | Japon       | 6 - 4    | Sénégal     |

#### Groupe D
| Rang | Équipe   | Pts | J | G | Gp | Gt | P | Bp | Bc | Diff |
| ---- | -------- | --- | - | - | -- | -- | - | -- | -- | ---- |
| 1    | Brésil   | 7   | 3 | 1 | 2  | 0  | 0 | 12 | 8  | +4   |
| 2    | Portugal | 6   | 3 | 2 | 0  | 0  | 1 | 13 | 7  | +6   |
| 3    | Oman     | 3   | 3 | 1 | 0  | 0  | 2 | 10 | 10 | 0    |
| 4    | Mexique  | 0   | 3 | 0 | 0  | 0  | 3 | 7  | 17 | -10  |

| Date       | Équipe 1 | Résultat | Équipe 2 |
| ---------- | -------- | -------- | -------- |
| 16 février | Portugal | 8 - 2    | Mexique  |
| 16 février | Brésil   | 5 - 3    | Oman     |
| 18 février | Mexique  | 2 - 5    | Oman     |
| 18 février | Brésil   | 3 - 2 ap | Portugal |
| 20 février | Oman     | 2 - 3    | Portugal |
| 20 février | Mexique  | 3 - 4 ap | Brésil   |

### Phase finale

#### Tableau final
|  | Quarts de finale | Quarts de finale    | Quarts de finale | Quarts de finale |           |           | Demi-finales | Demi-finales | Demi-finales                  | Demi-finales                  |                               |                               | Finale     | Finale     | Finale     | Finale     |
|  |                  |                     |                  |                  |           |           |              |              |                               |                               |                               |                               |            |            |            |            |
|  | 22 février       | 22 février          | 22 février       | 22 février       |           |           | 24 février   | 24 février   | 24 février                    | 24 février                    |                               |                               | 25 février | 25 février | 25 février | 25 février |
|  | 22 février       | 22 février          | 22 février       | 22 février       |           |           | 24 février   | 24 février   | 24 février                    | 24 février                    |                               |                               | 25 février | 25 février | 25 février | 25 février |
|  | 1er gr.A         | Italie              | 5                | 5                |           |           | 24 février   | 24 février   | 24 février                    | 24 février                    |                               |                               | 25 février | 25 février | 25 février | 25 février |
|  | 1er gr.A         | Italie              | 5                | 5                |           |           | 24 février   | 24 février   | 24 février                    | 24 février                    |                               |                               | 25 février | 25 février | 25 février | 25 février |
|  | 2e gr.B          | Tahiti              | 2                | 2                |           |           | 24 février   | 24 février   | 24 février                    | 24 février                    |                               |                               | 25 février | 25 février | 25 février | 25 février |
|  | 2e gr.B          | Tahiti              | 2                | 2                | Italie    | Italie    | 3 ap (5)     | 3 ap (5)     |                               |                               |                               |                               | 25 février | 25 février | 25 février | 25 février |
|  | 22 février       |                     |                  |                  | Italie    | Italie    | 3 ap (5)     | 3 ap (5)     |                               |                               |                               |                               | 25 février | 25 février | 25 février | 25 février |
|  |                  |                     | Biélorussie      | Biélorussie      | 3 tab (4) | 3 tab (4) |              |              |                               |                               |                               |                               | 25 février | 25 février | 25 février | 25 février |
|  | 1er gr.C         | Biélorussie         | Biélorussie      | Biélorussie      | 3 tab (4) | 3 tab (4) | 4 ap         | 4 ap         |                               |                               |                               |                               | 25 février | 25 février | 25 février | 25 février |
|  | 1er gr.C         | Biélorussie         | 24 février       |                  |           |           | 4 ap         | 4 ap         |                               |                               |                               |                               | 25 février | 25 février | 25 février | 25 février |
|  | 2e gr.D          | Portugal            | 3                | 3                |           |           |              |              |                               |                               |                               |                               | 25 février | 25 février | 25 février | 25 février |
|  | 2e gr.D          | Portugal            | 3                | 3                | Italie    | Italie    | 4            | 4            |                               |                               |                               |                               |            |            |            |            |
|  | 22 février       |                     |                  |                  | Italie    | Italie    | 4            | 4            |                               |                               |                               |                               |            |            |            |            |
|  |                  |                     | Brésil           | Brésil           | 6         | 6         |              |              |                               |                               |                               |                               |            |            |            |            |
|  | 1er gr.B         | Iran                | Brésil           | Brésil           | 6         | 6         | 2            | 2            |                               |                               |                               |                               |            |            |            |            |
|  | 1er gr.B         | Iran                |                  |                  |           |           |              |              |                               |                               |                               |                               |            |            |            |            |
|  | 2e gr.A          | Émirats arabes unis | 1                | 1                |           |           |              |              |                               |                               |                               |                               |            |            |            |            |
|  | 2e gr.A          | Émirats arabes unis | 1                | 1                | Iran      | Iran      | 2            | 2            | Match pour la troisième place | Match pour la troisième place | Match pour la troisième place | Match pour la troisième place |            |            |            |            |
|  | 22 février       |                     |                  |                  | Iran      | Iran      | 2            | 2            | Match pour la troisième place | Match pour la troisième place | Match pour la troisième place | Match pour la troisième place |            |            |            |            |
|  |                  |                     | Brésil           | Brésil           | 3         | 3         |              |              | 25 février                    | 25 février                    | 25 février                    | 25 février                    |            |            |            |            |
|  | 1er gr.D         | Brésil              | Brésil           | Brésil           | 3         | 3         | 8            | 8            | 25 février                    | 25 février                    | 25 février                    | 25 février                    |            |            |            |            |
|  | 1er gr.D         | Brésil              |                  |                  |           |           |              | 8            |                               |                               | Biélorussie                   | Biélorussie                   | 1          | 1          |            |            |
|  | 2e gr.C          | Japon               | 4                | 4                |           |           |              |              |                               |                               | Biélorussie                   | Biélorussie                   | 1          | 1          |            |            |
|  | 2e gr.C          | Japon               | 4                | 4                | Iran      | Iran      | 6            | 6            |                               |                               |                               |                               |            |            |            |            |
|  |                  |                     |                  |                  |           |           |              |              |                               |                               |                               |                               |            |            |            |            |

#### Quarts de finale
| 22 février 2024 | Italie | 5 - 2 | Tahiti |  |  |
|                 |        |       |        |  |  |

| 22 février 2024 | Biélorussie | 4 - 3 ap | Portugal |  |  |
|                 |             |          |          |  |  |

| 22 février 2024 | Iran | 2 - 1 | Émirats arabes unis |  |  |
|                 |      |       |                     |  |  |

| 22 février 2024 | Brésil | 8 - 4 | Japon |  |  |
|                 |        |       |       |  |  |

#### Demi-finales
| 24 février 2024 | Italie            | 3 - 3 ap | Biélorussie |  |  |
|                 |                   |          |             |  |  |
|                 | Tirs au but 5 - 4 |          |             |  |  |

| 24 février 2024 | Iran | 2 - 3 | Brésil |  |  |
|                 |      |       |        |  |  |

#### Match pour la troisième place
| 25 février 2024 | Iran | 6 - 1 | Biélorussie |  |  |
|                 |      |       |             |  |  |

#### Finale
| 25 février 2024 | Brésil | 6 - 4 | Italie |  |  |
|                 |        |       |        |  |  |

## Statistiques, classements et buteurs

### Nombre d'équipes par confédération et par tour
| Confédération | Phase de groupes | Quarts de finale | Demi-finales | Finale | Victoire |
| ------------- | ---------------- | ---------------- | ------------ | ------ | -------- |
| CONMEBOL      | 3                | 1                | 1            | 1      | 1        |
| UEFA          | 4                | 3                | 2            | 1      | -        |
| AFC           | 4                | 3                | 1            | -      | -        |
| OFC           | 1                | 1                | -            | -      | -        |
| CONCACAF      | 2                | -                | -            | -      | -        |
| CAF           | 2                | -                | -            | -      | -        |
| Total         | 16               | 8                | 4            | 2      | 1        |

### Ballon d'or du meilleur joueur
| Place              | Joueur        |
| ------------------ | ------------- |
| Médaille d'or      | Josep Jr      |
| Médaille d'argent  | Mauricinho    |
| Médaille de bronze | Ihar Bryshtse |

### Soulier d'or du meilleur buteur
Le Soulier d'or est attribué au meilleur buteur de la compétition. 
| Place              | Joueur               | Buts |
| ------------------ | -------------------- | ---- |
| Médaille d'or      | Ihar Bryshtse        | 12   |
| Médaille d'argent  | Léo Martins          | 7    |
| Médaille de bronze | Mohammadali Mokhtari | 7    |

### Autres récompenses
Le Gant d'or est attribué au meilleur gardien de but de la compétition. Le Prix du fair-play de la FIFA est attribué à l'équipe ayant fait preuve du plus bel esprit sportif et du meilleur comportement.
| Prix              | Lauréat  |
| ----------------- | -------- |
| Gant d'or         | Bobô     |
| Prix du fair-play | Portugal |